# 維德瑙

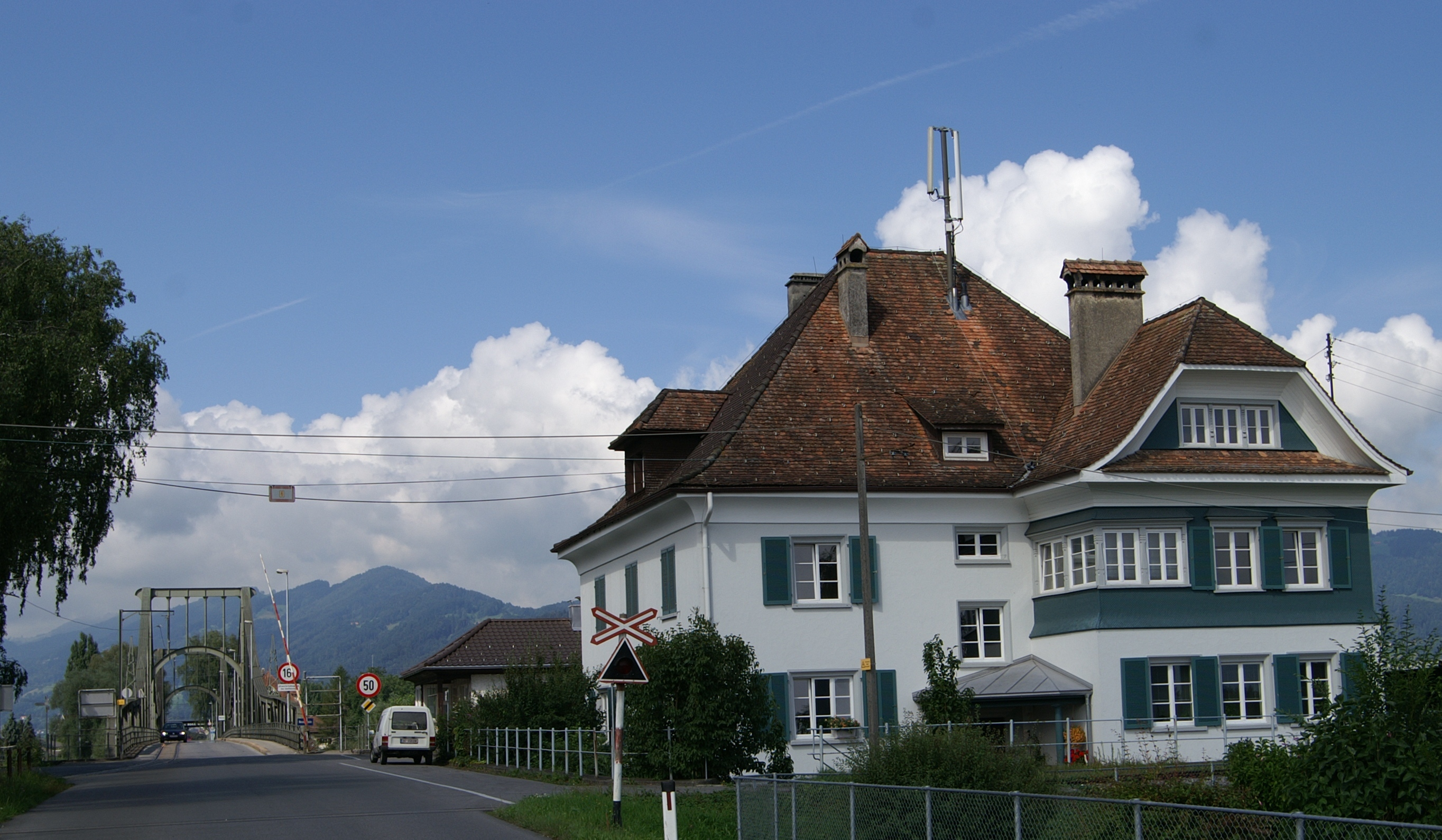

維德瑙是瑞士的城鎮，位於該國東北部，由聖加侖州負責管轄，面積4.23平方公里，海拔高度405米，2011年人口8,841，六成半人口信奉羅馬天主教，人口密度每平方公里2090人。

## 外部連結
- Widnau Online （页面存档备份，存于） Official website